# Beker Fabian
Beker Fabian o el Poeta Viandante (homónimo del célebre poeta Gustavo Adolfo Bécquer), en Perú Beker Simón Fabián De Lao (distrito de Margos, provincia de Huánuco, Perú, 31 de julio de 1963), es un poeta y escritor peruano naturalizado italiano. Él es activo en Perú, en donde promueve la difusión de la literatura entre los jóvenes, con eventos literarios y concursos de poesía en las escuelas de las zonas andinas y amazónicas – a donde los medios de difusión de la cultura (incluyendo el internet) todavía encuentran dificultades para llegar – y también en Italia, en donde trabaja para destacar la importancia del diálogo y del intercambio mutuo entre las diferentes culturas y apoya la integración de los inmigrantes y de las personas con discapacidad en la estructura social.

## Biografía
Beker Fabian nace en Margos, en el distrito de Huánuco, Perú, el 31 de julio de 1963. Pasa su infancia en los Andes con sus abuelos y sus hermanos, hablando el local idioma quechua y aprendiendo en la escuela primaria el idioma español. A los 12 años se independentiza de su numerosa familia, ya transferida en Lima, trabajando para terminar sus estudios y empezando a viajar por varias provincias del Perú. A este periodo datan sus primeras poesías.
Obteniendo el diploma en pedagogía y educación, se dedica a la enseñanza en la zona de la frontera amazónica, valorizando la cultura local e innovando los anticuados programas escolares, por ocho años. 
A causa de los contrastes con el régimen de Alberto Fujimori, deja la enseñanza y empieza recorrer Sudamérica, dando seminarios de oratoria y participando a los congresos internacionales del idioma quechua.
En 1998 llega a Europa y se establece en Italia, donde empieza a dedicarse a su primera y verdadera pasión por la poesía, profundizando sus estudios y aprendiendo los idiomas italiano e inglés. 
En 1999 entra como parte integrante de la comunidad peruana en la ciudad de Ancona y es elegido como vicepresidente por un periodo de 2 años. En esta ciudad, encuentra a la mujer de su vida, Alice Bellesi, y los dos contraen matrimonio: esta experiencia marca profundamente su vida y su obra, y 15 años más tarde será la esencia de un libro.
En compañía de su soñada musa viaja por toda Europa: Italia, España, Francia, Bélgica, Países Bajos, Suiza, Irlanda, Inglaterra, Gales, Escocia - y continúa viajando. Estos viajes se reflejan y se transfiguran en su obra poética.
En 2011 publica su primer libro, una colección de poemas intitulada Eterno Viandante y realiza un tour de presentaciones que toca muchas ciudades de Italia, participando con este trabajo al evento literario internacional del Babele Festival, en la ciudad de Montecosaro, filmado por la televisión local y presente en la web. En 2012 realiza un tour de presentaciones de este libro también en Perú, interesando municipalidades, bibliotecas y escuelas.

En 2013 publica, en coautoría con su esposa, el texto en prosa poética y poemas Elixir de amor (Elisir d’amore) y emprende un tour de presentaciones en Italia. En 2014 el tour prosigue en Perú.
En 2015 realiza gratuitamente una versión audio de este libro para la Unión Italiana de las Personas Ciegas y con Baja Visión y el Instituto para la Investigación, la Formación y la Rehabilitación (UIC e IRIFOR) de Macerata.

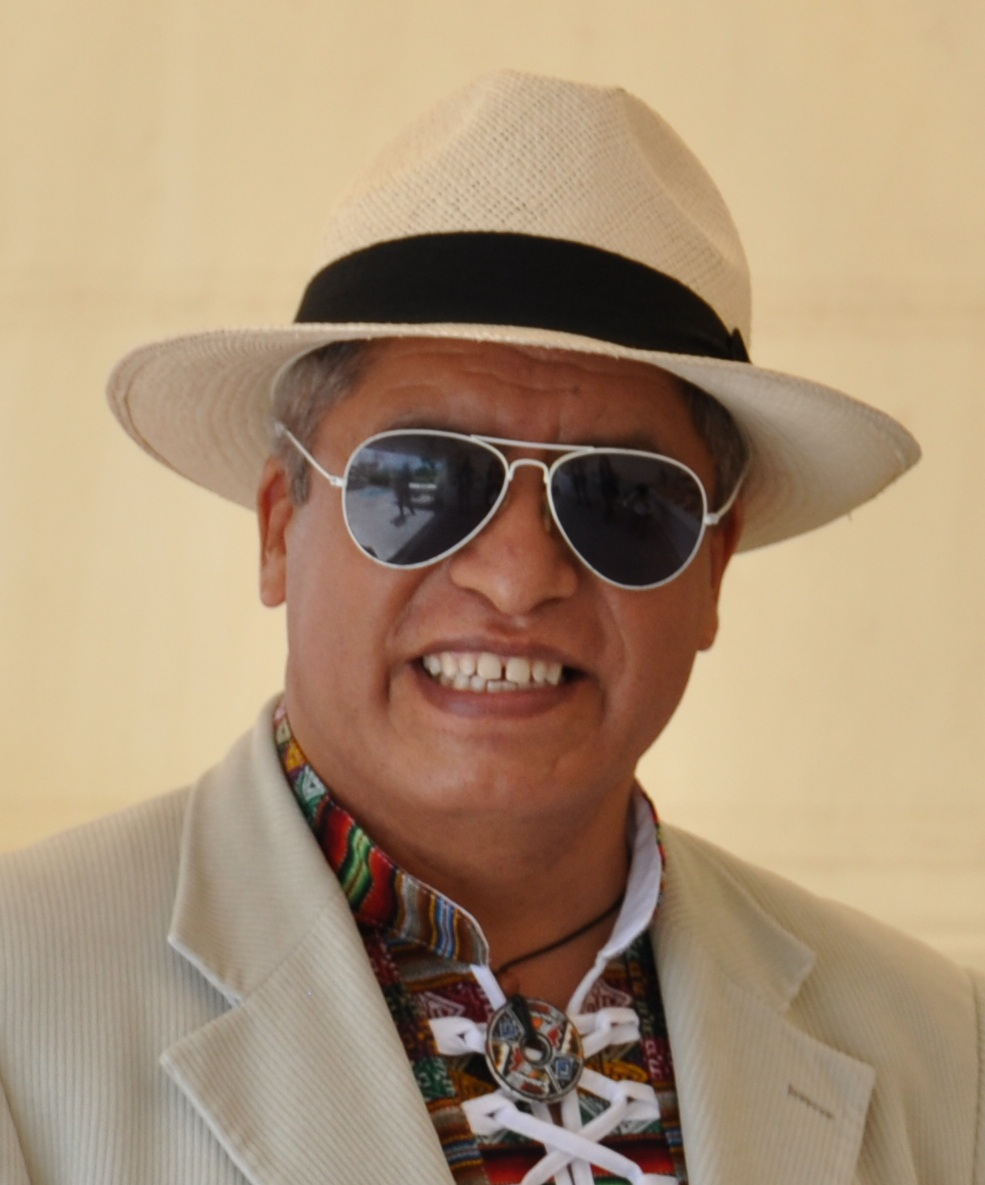
Beker Fabian Poeta Viandante

## Reconocimientos y premios
- En 2005 gana el premio especial Querida Paz te escribo (Cara pace ti scrivo) 2005 con el poema El poder del amor (Il potere dell’amore).
- En 2006 obtiene el atestado de nombramiento como Cónsul de Poetas del Mundo en Macerata, Italia del Movimiento Poetas del Mundo.[1]
- En 2008 se adjudica la Mención de Honor de la sección Extranjero del premio internacional El Arco Iris de la Vida (L’Arcobaleno della Vita), con la lírica A la sombra de la paz (All’ombra della pace).[2]
- En 2011 recibe, por su trabajo Eterno Viandante, las felicitaciones oficiales del Presidente de la República del Perú, Ollanta Humala Tasso.[3]
- En 2013 obtiene el Diploma de reconocimiento del Ministerio de Cultura por la participación de su obra Eterno Viandante a los Viernes Culturales en Huánuco, Perú.[4]

## Obra publicada
- Querida Paz te escribo – poemas y prosas del concurso literario creado para difundir una cultura de paz – editado por Domenico Monti (Cara Pace ti scrivo – poesie e prose dal concorso letterario ideato per diffondere una cultura di pace – a cura di Domenico Monti), publicado en 2005;
- Eterno Viandante - colección de poemas en español con traducción en italiano publicada en 2011;
- Instantes de infinidad – Antología de Poesía y Artes Visuales – Edición Especial para el Movimiento Mundial de la Poesía (Istanti d’Infinito 3 – Antologia di Arti Figurative e Poesia – Edizione Speciale WPM – Movimento Mondiale della Poesia) – publicada en 2012 con Associazione Culturale Leopardian Community Coro a più voci, con contribuciones de varios autores;
- Elixir de amor (Elisir d’amore) - libro en poesía y prosa poética en italiano y español, coautores Beker Fabian y Alice Bellesi, publicado en 2013;
- Elixir de amor Audiolibro - versión MP3 en línea del libro realizada sin fines de lucro en 2015 para UIC-IRIFOR Macerata.